# Закон и правосъдие
„Закон и правосъдие“ е юридически ежеседмичник на казахски и руски език, издаван в град Астана, Казахстан.
Вестникът е специализиран в разглеждане на въпроси, свързани с правото и политиката на Казахстан, разследване и разгласяване на факти за корупция в страната.
Някои журналисти, работещи за вестника, започват да се страхуват за неприкосновеността си след публикации относно корупцията. Двама от тях изчезват при странни обстоятелства – Оралгайша Омарсанов и Токберген Абиев.
По време на регистрацията на изданието е извършено нарушение на закона. Нарушението е допуснато от собственика на вестника, дружеството ATS.KZ, и Комитета за информация и архиви към Министерството на културата и информацията.
Първият брой на вестника е публикуван през 2005 г., а през 2008 г. с решение на специализирания междуобластен икономически съд в Астана вестникът е закрит.
През 2011 г. бившият главен редактор на вестник „Закон и правосъдие“ Токберген Абиев, излязъл от затвора след тригодишно лишаване от свобода, подава документи в Министерството на комуникациите и информацията на Република Казахстан за регистрация на вестник „Алианс на казахстанските средства за масова информация „Закон и правосъдие“, които са отхвърлени.
Адрес на редакцията: Астана, ул. Манаса, 31. на. 206. Главен редактор: Гулжан Мухаметжанов.